# Jazan
Jazan (persiska: جزن) är en ort i Iran.   Den ligger i provinsen Alborz, i den norra delen av landet, 80 km nordväst om huvudstaden Teheran. Jazan ligger 1 863 meter över havet och antalet invånare är 329.
Terrängen runt Jazan är kuperad västerut, men österut är den bergig. Jazan ligger nere i en dal som går i öst-västlig riktning.Runt Jazan är det ganska tätbefolkat, med 86 invånare per kvadratkilometer. Närmaste större samhälle är Kalīnak, 3,8 km väster om Jazan. Trakten runt Jazan består i huvudsak av gräsmarker.